# Новый Городок (Тульская область)
Новый Городок — поселок в Одоевском районе Тульской области в составе сельского поселения Северо-Одоевское.

## География
Находится в юго-западной части Тульской области на расстоянии приблизительно 3 км на северо-восток по прямой от города Одоев, административного центра района.

## История
В 1926 году здесь (территория Одоевского уезда Тульской губернии) было учтено 7 дворов, в предвоенный период (1935-1941 годы) - 8.

## Население
Постоянное население составляло 43 человека (1926 год), 17 (русские 100 %) в 2002 году, 10 в 2010.